# 網状星雲
網状星雲（あみじょうせいうん、英: Veil Nebula、NGC 6992-5, NGC 6960）は、はくちょう座ε星の3°から5°ほど南に東西に約3°の間隔で向かい合った半弧状の散光星雲である。
明るい東側がNGC 6992－5 (C33) 、西側がNGC 6960 (C34) であり、数万年前に爆発した超新星残骸のガスが毎秒100kmで広がっている姿だと考えられている。肉眼ではたいへん淡いがカラー写真にはよく写る。近傍のIC 1340と併せてはくちょう座ループ（Cygnus Loop ）と呼ばれることがある。

## ギャラリー

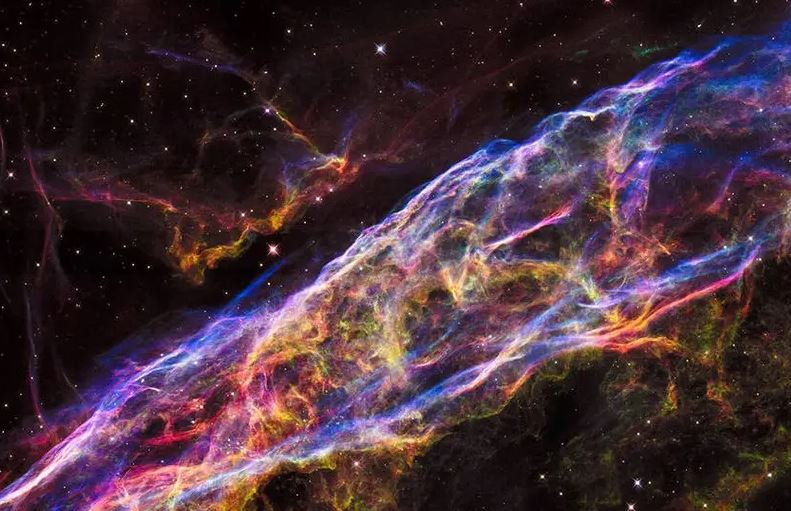
網状星雲の一部の拡大画像。太陽の20倍の質量のあった恒星の残骸であるガスの痕跡。